# Blå ängeln (film, 1959)
Blå ängeln (engelska: The Blue Angel) är en amerikansk långfilm från 1959 i regi av Edward Dmytryk, med Curd Jürgens, May Britt, Theodore Bikel och John Banner i rollerna. Filmen är en nyinspelning av den tyska filmen med samma namn från 1930, som i sin tur bygger på romanen Professor Unrat av Heinrich Mann.

## Handling
Professor Immanuel Rath (Curd Jürgens) undervisar vid ett tyskt småstadsgymnasium. Han finner vykort med motiv av Lola-Lola, "Den blå ängeln", och tar sig till en klubb där hon uppträder. När han väl träffar Lola-Lola (May Britt Wilkens) i verkligheten blir han hopplöst förälskad. När deras affär blir allmänt känd blir han sparkad från sitt jobb, men trots hans vänners varningar gifter han sig med Lola. På grund av hennes låga anseende lyckas han inte hitta något nytt riktigt arbete. Rath blir till slut ett skal av sitt riktiga jag: han lever på sin frus lön och gör små jobb här och där för den kringresande gruppen av artister hon är med i. Efter ett flertal förödmjukelser går det för långt när Lola-Lola har sex med en annan man framför hans ögon och Rath försöker då strypa henne.

## Rollista
| Curd Jürgens   | – Professor Immanuel Rath |
| May Britt      | – Lola-Lola               |
| Theodore Bikel | – Klepert                 |
| John Banner    | – Principal Harter        |
| Fabrizio Mioni | – Rolf                    |
| Ludwig Stössel | – Dr. Fritz Heine         |
| Wolfe Barzell  | – Clown                   |
| Ina Anders     | – Gussie                  |

## Produktion
Rättigheterna till den tyska förlagan köptes in som en påtänkt film för Marilyn Monroe. Vem som ägde rättigheterna och kunde sälja dem vidare var dock oklart och regissören för originalfilmen från 1930, Josef von Sternberg, stämde 20th Century Fox och hävdade att han själv ägde rättigheterna till att göra en ny version av filmen.